# Aclis kanela
Aclis kanela is een slakkensoort uit de familie van de Eulimidae. De wetenschappelijke naam van de soort is voor het eerst geldig gepubliceerd in 2009 door Absalão.